# Phradonoma nobile
Phradonoma nobile é uma espécie de insetos coleópteros polífagos pertencente à família Dermestidae.
A autoridade científica da espécie é Reitter, tendo sido descrita no ano de 1881.
Trata-se de uma espécie presente no território português.